# Hyperkapitalismus
Hyperkapitalismus ist ein politischer Kampfbegriff, der vom französischen Wirtschaftswissenschaftler Thomas Piketty geschaffen wurde und u. a. im marxistischen Lager der politischen Linken Verwendung findet. Eine eindeutige Definition gibt es nicht. Mit dem Wort wird meistens ein radikaler Kapitalismus der digitalisierten und globalisierten Gegenwart bezeichnet, in dem keinerlei staatliche Regulierung der Marktwirtschaft stattfindet.

## Abgrenzung zu anderen kapitalistischen Theorien
Im Gegensatz zum Neoliberalismus und dem Turbokapitalismus wird unter Hyperkapitalismus eine noch drastischere Deregulierung verstanden. Im Hyperkapitalismus greift nicht die Politik in die Wirtschaft ein, sondern die Wirtschaft kontrolliert die Politik und sämtliche Bereiche des öffentlichen und privaten Lebens. Der Philosoph und Kulturwissenschaftler Byung-Chul-Han nennt die durch die Digitalisierung ermöglichte Ausbeutung von persönlichen Daten als zentrales Merkmal eines hyperkapitalistischen Systems. Weiterhin wird angenommen, dass im Hyperkapitalismus die staatlichen Institutionen so sehr mit dem Wirtschaftssektor verbunden sind, dass die staatlichen Organe dadurch handlungsunfähig geworden seien und die gesellschaftliche, sozioökonomische Ungleichheit nicht mehr ausgleichbar wäre.